# Район
Район (на френски: rayon; на руски: район) е френска заемка в българския език.
На френски език думата има редица значения, главно лъч и радиус, както и пчелна пита. В българския език заемката се разпространява под влиянието на съветското понятие за административно-териториална единица.

## Географско понятие
Във физическата география понятието означава част от територията на дадена страна, често с естествен център или друг общ признак. Може да се говори например за планински, речни, езерни, морски, океански, както и за селски, градски, метрополисни и други райони.

## Административно-териториални единици
В съставните републики на бившия СССР и в наследилите ги т.нар. „постсъветски“ държави, както и в България терминът район се използва и за административно-териториална единица.

### Междуселищни райони
„Район“ (или с близко произношение) е името на административно-териториална единица в редица съюзни републики на СССР - от 2-ро ниво (след автономна република, край, област, където ги има) в по-населените от тях (Русия, Украйна, Беларус) и от 1-во ниво в други с по-малко население (Азербайджан, Грузия, Молдова, Литва, Латвия). Останалите съветски съюзни републики също имат районно деление, но единиците им, равностойни на районите, носят други имена.
Районите са въведени в СССР – на мястото на предишните единици от рода на „уѐзд“ (уэзд) и „во̀лост“ (волость), по време на административната реформа от 1923 – 1929 г. Днес районното деление в постсъветските държави е запазено, като някои от тях са преименували термина „район“ на своя национален език. Обикновено районът включва в състава си районен административен център – град (или селище от градски тип, по-рядко село), и поне още няколко селища (предимно села).

### Градски райони
Градският район е съставна териториално-административна единица на голяма градска община. Той може да включва както напълно градски части, така и отдалечени квартали и отделни селища в прилежащите урбанизирани околности.

#### Съветски съюз
Въведени са в съветските градове с население над 200 хил. жители, като 1 район е имал средно по 100 хил. жители. Към 1941 г. в СССР има вече 402 района, а през 1989 г. – 623 района (от тях 376 са в Русия, 120 – в Украйна, 25 – в Беларус) в общо 143 града с районно деление.
След разпада на СССР редица райони в Русия са закрити, а други са заменени от градски окръзи. Допълнителното ниво „градски окръг“ е въведено в Москва – над районите, и в Санкт Петербург – под районите. Правомощията на районните управи вече са различни, зависейки от решенията на местните законодателни органи. Днес в Русия има 1864 междуселищни района и 650 градски района.

#### България
По съветски образец районно деление е въведено в следвоенна София. Започвайки от 3 района, броят им периодично се удвоява - на 6, 12 и 24, колкото са и днес. Райони са разкрити също и в Пловдив и Варна през 1980-те години. Законът за административно-териториалното устройство от 1995 г. предвижда задължително райониране в столицата, Пловдив и Варна, регламентирано с отделен закон, и допуска право в градове с население над 100 хил. общинските им съвети сами да разкриват райони, всеки от които да е с население поне 25 хил. души.

## Други териториални единици
- Избирателният район е териториална единица, която се използва при провеждане на парламентарни, президентски и местни избори.
- Районът за планиране в България е териториална отчетна единица, създадена през 2000 г. с цел статистическо отчитане на териториалните единици съгласно изискванията на Евростат. Областите в България са обединени в 6 района за планиране.
- Съдебният район в България е обслужваната територия на районен съд (и съответно на нотариус и на служба по вписванията), окръжен съд („съдебен окръг“, и съответно на частни съдебни изпълнители), също апелативен район (чл. 62 от Закона за съдебната власт). Определят се от Висшия съдебен съвет.
- Кадастралният район в България е част от землище (на населено място), обхващаща няколко поземлени имота (чл. 35 от Закона за кадастъра и имотния регистър).